# Wieża Bębna w Xi’an
Wieża Bębna (chiń. upr. 西安鼓楼; chiń. trad. 西安鼓樓; pinyin Xī’ān Gǔlóu) – wieża znajdująca się w centrum miasta Xi’an, w prowincji Shaanxi, w Chinach, stanowiąca, wraz z Wieżą Dzwonu, symbol miasta. Została wzniesiona w okresie wczesnej dynastii Ming, w roku 1380.
Nazwa wieży pochodzi od dużego bębna umieszczonego wewnątrz budowli. W przeciwieństwie do Wieży Dzwonu, w której bito w dzwony o świcie, Wieży Bębna używano o zachodzie słońca, aby zasygnalizować koniec dnia. W niektórych sytuacjach uderzano w bębny w celu zaalarmowania okolicznych mieszkańców o niebezpieczeństwie.
Budynek był dwukrotnie odnawiany za rządów dynastii Qing, w latach 1699 i 1740. Obecnie wieża składa się z dwóch kondygnacji, a jej wysokość wynosi 34 m. Na pierwszym piętrze budowli mieści się sala, w której znajdują się 24 mniejsze bębny. W 1996 roku zamontowano w wieży nowy bęben, który jest największym bębnem w Chinach.
W środku wieży znajduje się również muzeum bębnów, w którym eksponuje się wiele ich rodzajów, z czego niektóre pochodzą sprzed tysięcy lat. Ponadto, codziennie odbywa się tam pokaz gry na bębnach. Drugie piętro wieży pełni funkcję tarasu widokowego, z którego rozciąga się widok na miasto.